# Anzelm z Lukki II
Anzelm z Lukki II (ur. 1036, zm. 18 marca 1086 w Mantui) – katolicki biskup Lukki, uczestnik sporu o inwestyturę; zwany młodszym lub Anzelmem II (dla odróżnienia od swego wuja, papieża Aleksandra II), nosił również przydomek Baduarius (gdyż pochodził z mediolańskiej rodziny Baggio).
Początkowo wbrew zaleceniom papieża Grzegorza VII przyjął inwestyturę z rąk świeckich (od Henryka IV). Żałując tego kroku, złożył godność biskupią i wstąpił do klasztoru kluniackiego, ale został odwołany przez papieża z poleceniem powrotu do diecezji.
Gorliwy zwolennik papieża Grzegorza VII i wprowadzanych przez niego reform. Ze względu na silne wsparcie dla ruchu reformatorskiego w Kościele oraz próbę narzucenia rygorystycznej dyscypliny klasztornej, w 1081 większość kanoników odmówiła poddania się wprowadzanym przez niego nowym zasadom, a sam Anzelm został wydalony do opactwa benedyktynów w Polirone w Mantui).
Anzelm poświęcił się ustanawianiu zasad reformy gregoriańskiej i starał się przeciwdziałać antypapieżowi Klemensowi III. Wywarł też znaczący wpływ w sporze o inwestyturę, a także jako spowiednik i duchowy doradca Matyldy z Canossy, w pewnym stopniu również na walkę kierowanych przez nią sił przeciw zwolennikom Henryka IV.
Podtrzymywał radykalny pogląd Grzegorza VII, że śmierć w wojnie sprawiedliwej nie tylko zasługuje na status męczeństwa, ale udział w niej może być sam w sobie aktem pokuty.
Napisał: Defensio pro Gregorio VII i Contra Guibertum antipapam oraz przypisywane mu mniejsze pisma o ascetycznej treści: Meditationes in Orationem Dominicam, De Salutatione B. M. V., seu de Ave Maria, Super Salve Regina, Meditationes de gestis Domini nostri J. Chr. wierszem.